# Arachosia freiburgensis
Arachosia freiburgensis là một loài nhện trong họ Anyphaenidae.
Loài này thuộc chi Arachosia. Arachosia freiburgensis được Eugen von Keyserling miêu tả năm 1891.